# Bois de la Cambre
Pour les articles homonymes, voir La Cambre.
 (février 2024).
Le bois de la Cambre (en néerlandais : Ter Kamerenbos) est un parc public situé à Bruxelles en Belgique.

## Histoire
Le bois de la Cambre est conçu sur une partie enclavée dans la ville de la forêt de Soignes en 1862 par Édouard Keilig, architecte de jardin allemand né en 1827 et établi en Belgique qui gagne un concours. Vestige de forêt urbaine, cet espace aménagé à l'anglaise, style né en Angleterre au début du XVIIIe siècle, imite la nature et se caractérise par une irrégularité dans la conception des plantations et des voies. Cette irrégularité offre des points de vue et de perspectives très variés. Ce lieu devient rapidement le rendez-vous mondain des Bruxellois, à l'instar du bois de Boulogne à Paris. Il accueillait notamment une laiterie, un vélodrome, le théâtre de Poche, un lac artificiel, un hippodrome, et des promenades pour cavaliers.
En 1815, à la veille de la bataille de Waterloo, des soldats anglais jouèrent au cricket sur un terrain qui aujourd'hui est une partie du bois de la Cambre (à l'est de l'avenue de Diane, au sud de la patinoire). Depuis lors ce gazon porte le nom de « Pelouse des Anglais ». Une stèle et un chêne commémorent depuis 1965 ce fait sportif historique.

## AuXXIesiècle

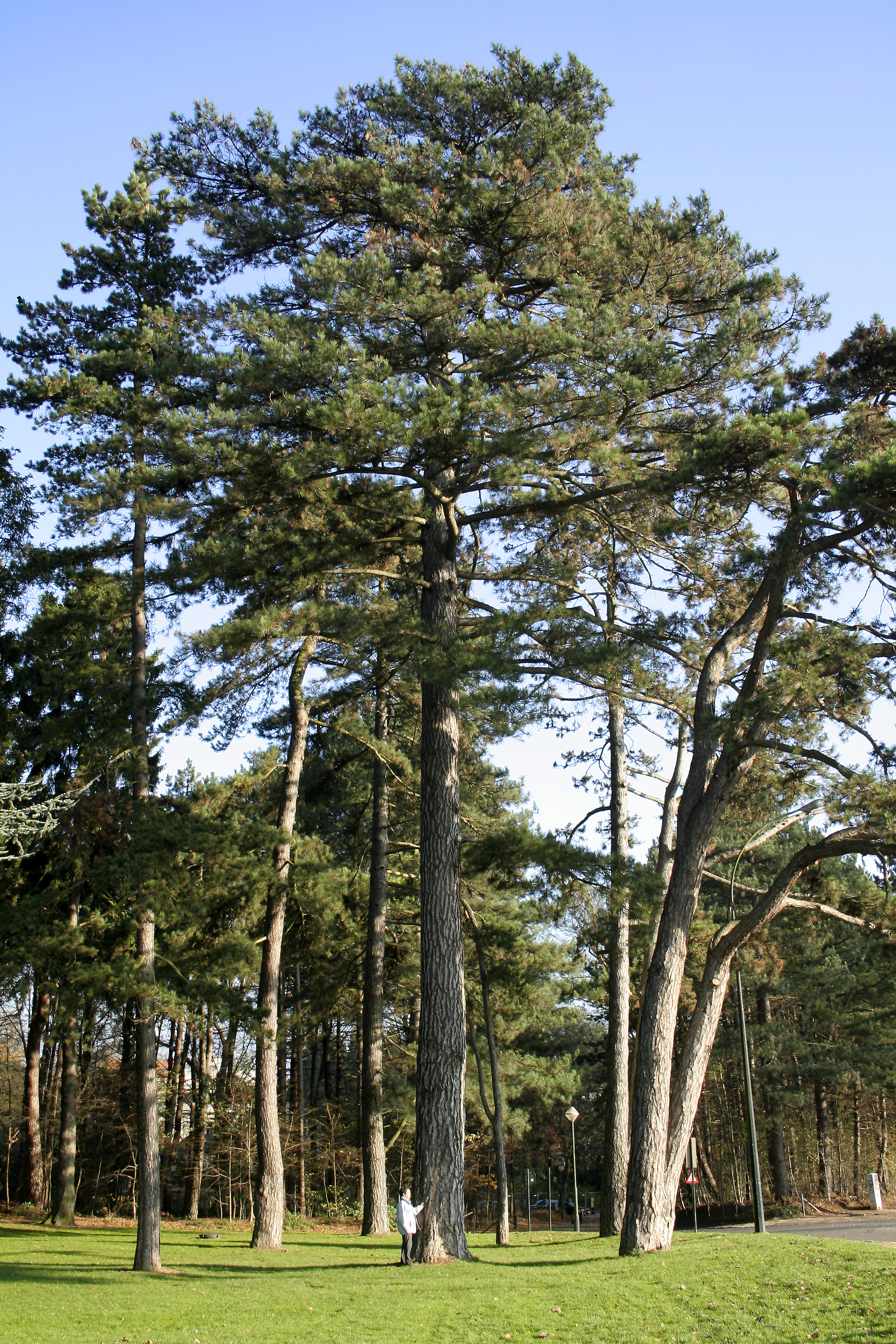
Les arbres protégés du bois de la Cambre.

Le bois de la Cambre représente un important « poumon vert » et un espace récréatif pour les Bruxellois. Cet espace accueille la boite de nuit Les Jeux d'Hiver (ravagée en 2006 par un incendie puis reconstruite), des manèges de chevaux, une patinoire ; des activités de canotage et de pêche y sont organisées. À certaines occasions, des démonstrations sportives, des concerts en plein air, des cortèges d'attelage, des théâtres d'animation ou encore des jeux pour enfants ont lieu pendant les périodes estivales.
Chaque année tôt le matin du 9 août, un jeune hêtre est prélevé dans le Bois de Cambre pour être transporté en cortège dans les rues des communes de Saint-Josse-ten-Noode, Schaerbeek et Bruxelles et être érigé au cours de la fête du Meyboom.
Le bois de la Cambre accueille aussi chaque année au printemps une animation pour les groupes scouts; les 24 heures vélo du bois de la Cambre. Cette course de vélo à relais, couplée aux 5 heures VTT qui se déroulent en parallèle pour les plus jeunes, constitue le plus important rassemblement annuel de guides et de scouts en Belgique. Plus de 10 000 jeunes âgés de 8 à 25 ans, provenant des quatre coins du royaume, se sont retrouvés dans le bois en 2008. À côté de la course, de nombreuses animations sont offertes aux jeunes (sport, concerts, jeux, etc.).
Les voiries qui le traversent représentent des axes importants de pénétration en ville, ainsi qu'un point de passage entre les parties est et ouest du sud de Bruxelles. En ce sens, le bois de la Cambre représente un important échangeur routier de la ville, permettant aux habitants d'accéder rapidement aux points névralgiques de l'agglomération.
La question de sa fermeture au trafic automobile est régulièrement posée. En avril 2012, un nouveau plan de mobilité élaboré à la demande de la Ville de Bruxelles propose une fermeture partielle du bois aux automobilistes, et la requalification de l'espace public pour les cyclistes et les piétons.

## Description
Le bois de la Cambre est scindé en deux parties principales par le carrefour des Attelages :
- le ravin et la pelouse des Anglais ;
- le lac et le chalet Robinson.

Ces deux parties possèdent également un abri-cavaliers.

## Galerie

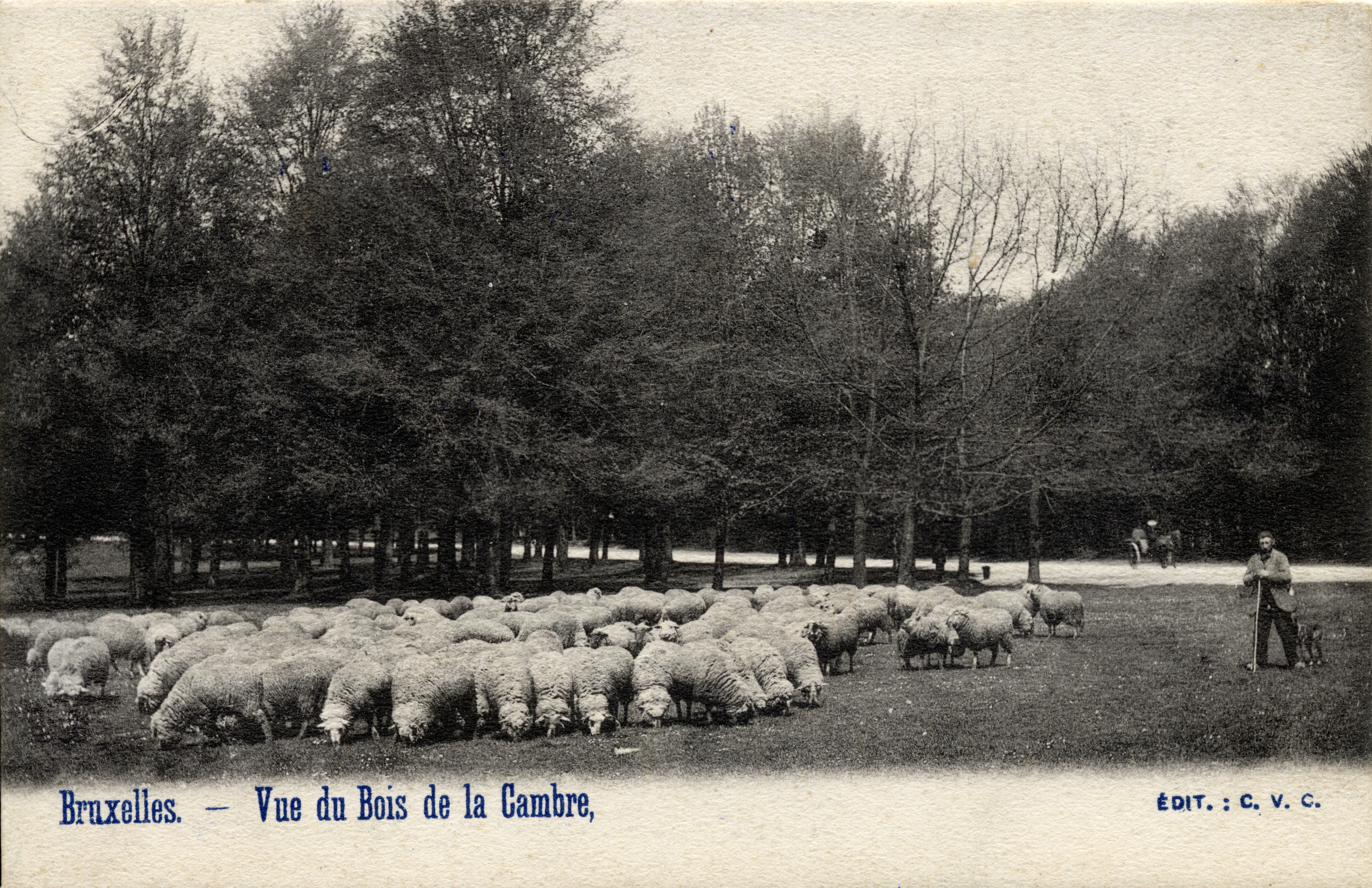
Le bois de la Cambre (1902).
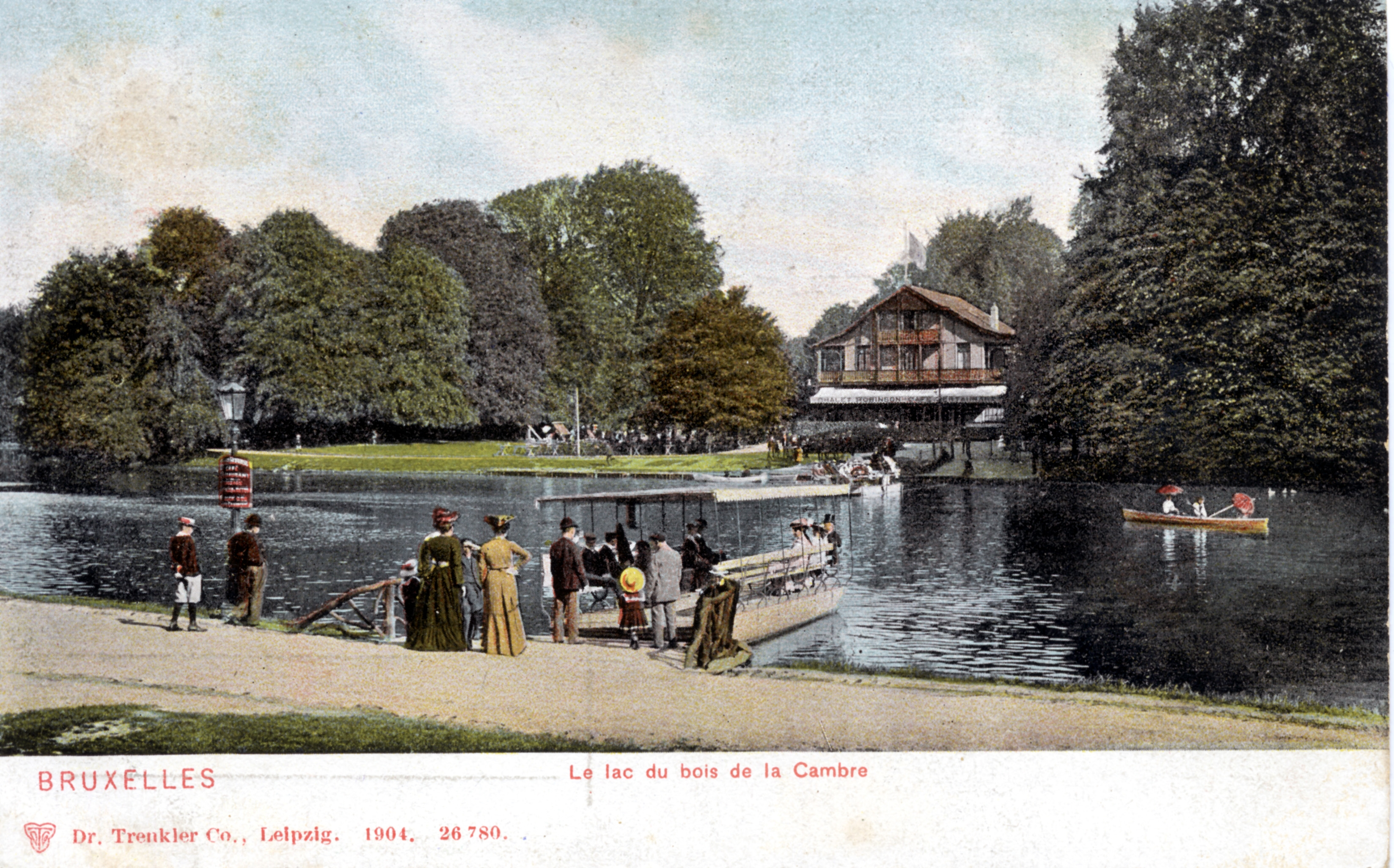
Le Chalet Robinson (1904).
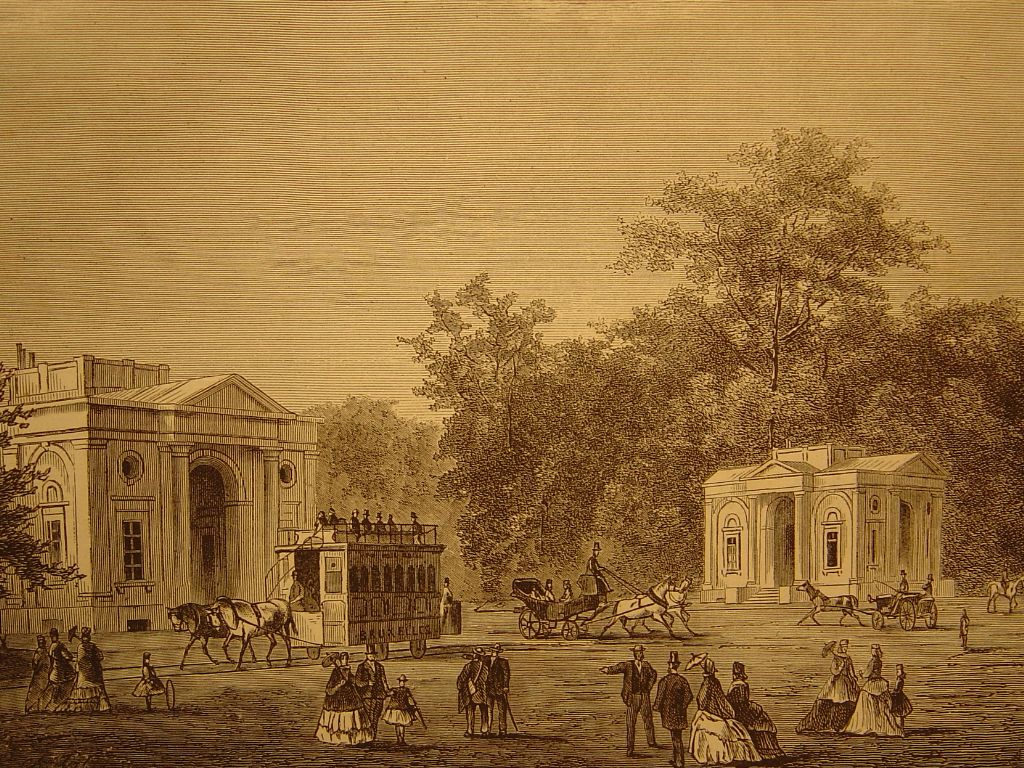
Entrée du bois de la Cambre à Bruxelles par Ch. Trumper.
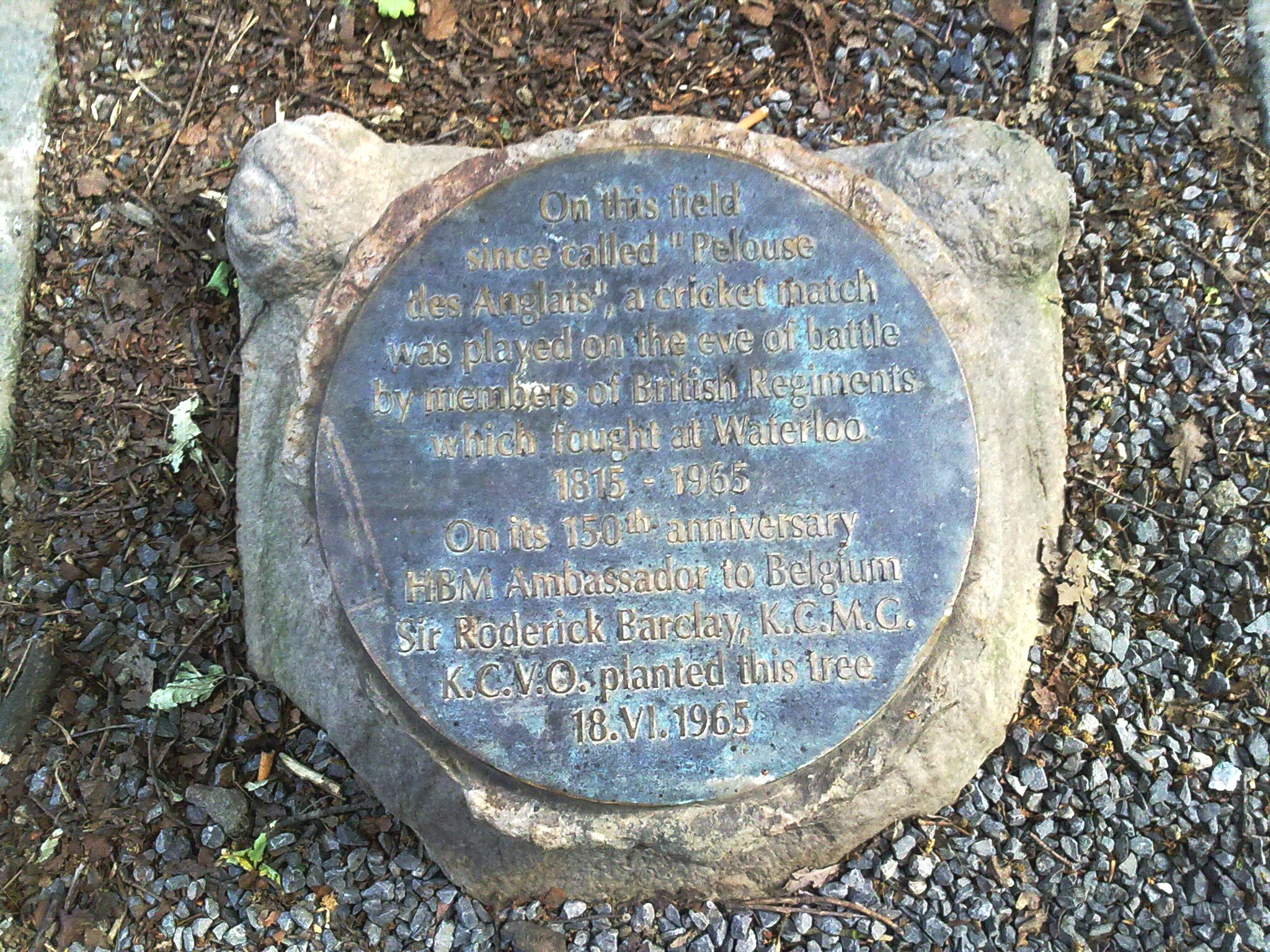
Plaque commémorative[note 2] du 150e anniversaire de la partie de cricket jouée par des soldats des régiments anglais la veille de la bataille de Waterloo le 17 juin 1815.
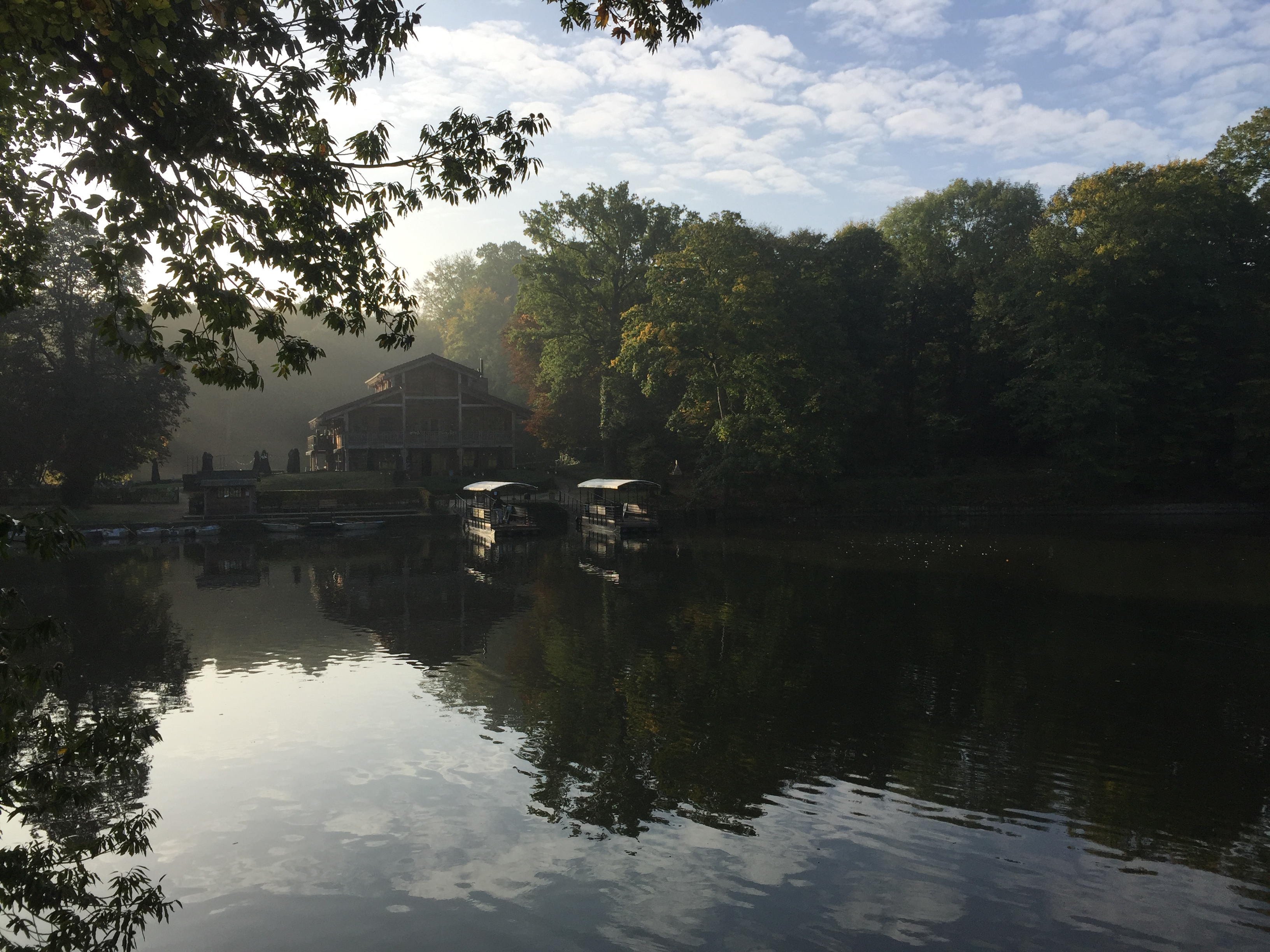
Le Chalet Robinson (2017).

### Bibliographie

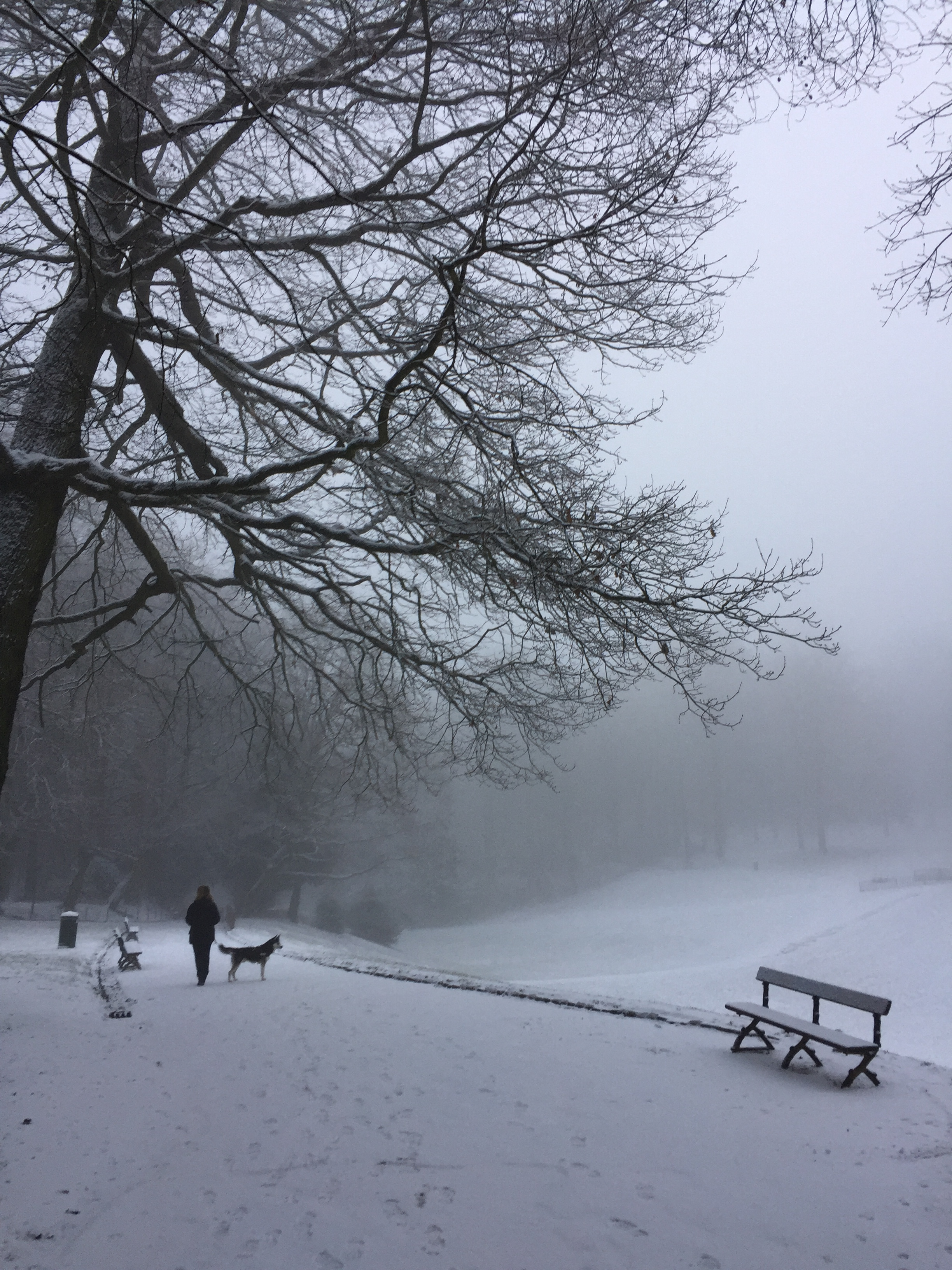
Paysage d'un jour d'hiver enneigé au chemin du Pont Rustique (2017)